# Diplacina callirrhoe
Diplacina callirrhoe is een libellensoort uit de familie van de korenbouten (Libellulidae), onderorde echte libellen (Anisoptera).
De wetenschappelijke naam Diplacina callirrhoe is voor het eerst geldig gepubliceerd in 1953 door Lieftinck.